# Comptosia insignis
Comptosia insignis är en tvåvingeart som beskrevs av Walker 1849. Comptosia insignis ingår i släktet Comptosia och familjen svävflugor. Inga underarter finns listade i Catalogue of Life.

## Bildgalleri

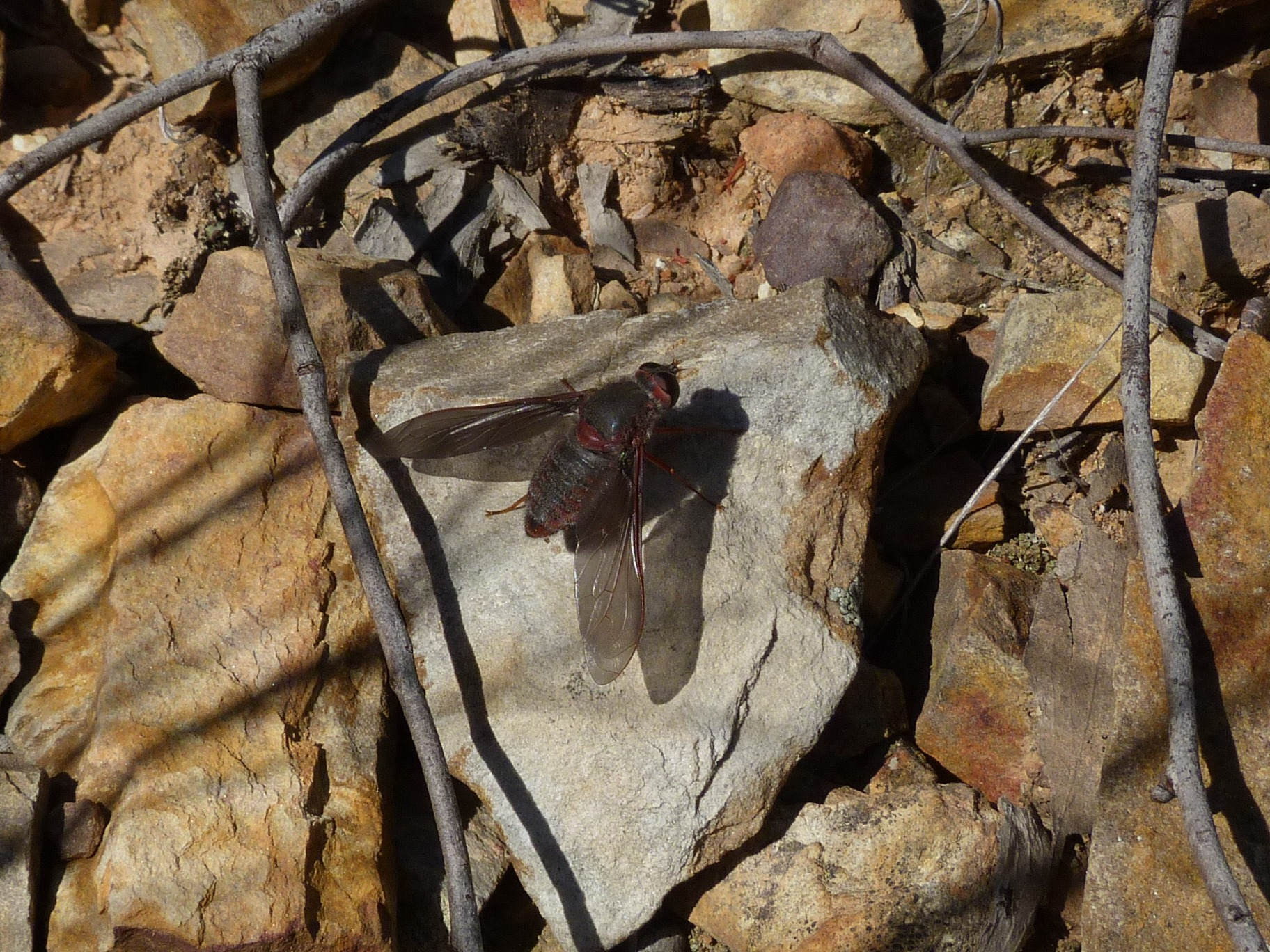
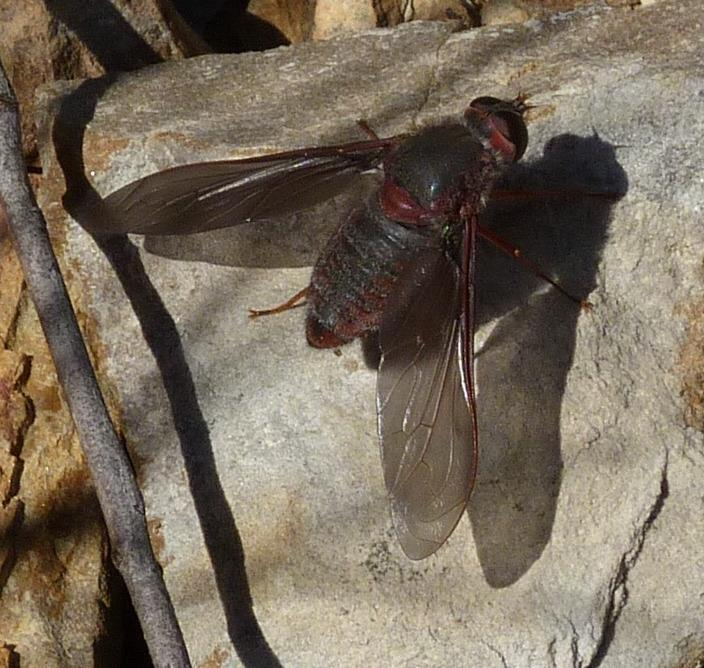